# Exarcado archiepiscopal de Donetsk
El exarcado archiepiscopal de Donetsk (en ucraniano: Донецький екзархат) es una circunscripción eclesiástica de la Iglesia católica en Ucrania. Se trata de un exarcado archiepiscopal greco-católico ucraniano, inmediatamente sujeto al archieparca mayor de Kiev-Galitzia. Desde el 11 de enero de 2002 el exarca archiepiscopal es el obispo Stefan Meniok, de la Congregación del Santísimo Redentor.

## Territorio y organización
El exarcado archiepiscopal tiene 112 295 km² y extiende su jurisdicción sobre los fieles católicos de rito bizantino greco-católico ucraniano residentes en las óblasts de Dnipropetrovsk, Donetsk, Lugansk y Zaporiyia. Desde 2014 parte del territorio de las óblast de Donetsk y de Lugansk, incluyendo ambas capitales, quedó bajo control de las autoproclamadas República Popular de Donetsk y República Popular de Lugansk, respectivamente. Desde la Invasión rusa de Ucrania en 2022 parte del territorio del exarcado archiepiscopal en las óblast de Donetsk, Lugansk y Zaporiyia se encuentra ocupado por Rusia, que anexó a las dos autoproclamadas repúblicas populares y a la óblast de Zaporiyia en septiembre de 2022. Para mediados de junio de 2023 el territorio se encuentra en estado de guerra, con parte de él bajo control de Rusia.
La sede del exarcado archiepiscopal se encuentra en la ciudad de Donetsk, en donde se halla la Catedral de la Protección de la Santísima Madre de Dios. 
En 2020 en el exarcado archiepiscopal existían 87 parroquias agrupadas en 4 decanatos: Donetsk, Dnipropetrovsk, Kramatorsk y Zaporiyia.

## Historia
El exarcado archiepiscopal de Donetsk-Járkov fue erigido por el Sínodo de los Obispos de la Iglesia greco-católica ucraniana el 5 de julio de 2001, separando territorio del exarcado archiepiscopal de Kiev-Vyšhorod (hoy archieparquía de Kiev). El 11 de enero de 2002 el papa Juan Pablo II dio su consentimiento a esta erección.
El 2 de abril de 2014 cedió una porción de su territorio para la erección del exarcado archiepiscopal de Járkov y asumió su nombre actual.

## Estadísticas
Según el Anuario Pontificio 2021 el exarcado archiepiscopal tenía a fines de 2020 un total de 16 000 fieles bautizados.
| Año                                                                             | Población            | Población | Población      | Sacerdotes | Sacerdotes    | Sacerdotes    | Bautizados por sacerdote | Diáconos permanentes | Religiosos | Religiosos | Parroquias |
| Año                                                                             | Bautizados católicos | Total     | % de católicos | Total      | Clero secular | Clero regular | Bautizados por sacerdote | Diáconos permanentes | Varones    | Mujeres    | Parroquias |
| ------------------------------------------------------------------------------- | -------------------- | --------- | -------------- | ---------- | ------------- | ------------- | ------------------------ | -------------------- | ---------- | ---------- | ---------- |
| 2003                                                                            | 100 000              | ?         | ?              | 27         | 27            |               | 3703                     |                      |            |            | 33         |
| 2006                                                                            | 8000                 | ?         | ?              | 50         | 43            | 7             | 160                      |                      | 8          | 14         | 43         |
| 2010                                                                            | 14 000               | ?         | ?              | 54         | 47            | 7             | 259                      |                      | 8          | 14         | 65         |
| 2011                                                                            | 15 000               | ?         | ?              | 57         | 45            | 12            | 263                      |                      | 12         | 14         | 71         |
| 2014                                                                            | 68 659               | ?         | ?              | 50         | 42            | 8             | 1373                     |                      | 9          | 7          | 62         |
| 2015                                                                            | 68 900               | ?         | ?              | 50         | 45            | 5             | 1378                     |                      | 6          | 7          | 63         |
| 2018                                                                            | 16 000               |           |                | 49         | 42            | 7             | 326                      | 1                    | 7          | 6          | 87         |
| 2020                                                                            | 16 000               | ?         | ?              | 60         | 55            | 5             | 266                      | 1                    | 5          | 7          | 87         |
| Fuente: Catholic-Hierarchy, que a su vez toma los datos del Anuario Pontificio. |                      |           |                |            |               |               |                          |                      |            |            |            |

## Episcopologio
- Stefan Meniok, C.SS.R., desde el 11 de enero de 2002